# 马塞利努斯
马塞利努斯（Marcellinus，？—468年8月），罗马将领，勋贵头衔持有者，自5世纪50年代至468年去世在事实上统治者达尔马提亚地区。

## 生平
马塞利努斯的早年经历不为人知。据称他出身和品格良好，受过良好的教育，是一名多神教信徒和占卜师。

### 叛乱割据
马塞利努斯首次出现在历史记录中是454年，罗马西部皇帝瓦伦丁尼安三世听信谗言，杀死了时任全军统帅埃提乌斯。马塞利努斯是埃提乌斯的朋友，当时担任达尔马提亚督军，闻讯起兵反叛，并夺取了这一地区。
杀死埃提乌斯后，瓦伦丁尼安三世终于亲政，但是他无法控制局面，455年3月，被佩特罗尼乌斯·马克西穆斯杀死，后者被元老院推举为帝，但很快在5月横死街头。7月，高卢罗马贵族阿维图斯被推举为帝，仅在位15个月也被马约里安和里西梅尔率意大利野战军推翻。457年4月，马约里安称帝。
帝国东部在这一时期也经历了权力更迭，皇帝马尔西安在457年1月去世后，利奥被拥立为皇帝，并于457年12月承认了马约里安的地位。

### 马约里安治下
马塞利努斯很快向新的皇帝马约里安宣誓效忠，并被派遣保卫西西里，可能在这一时期，他得到了伊利里库姆或者达尔马提亚军事统帅（magister militum）的头衔。460年，马约里安命令他与自己兵分两路进攻汪达尔王国，但是皇帝的舰队被汪达尔国王盖萨里克突袭烧毁，只能作罢。

### 再次割据
461年8月，里西梅尔发动政变，废黜并杀死马约里安，拥立了傀儡皇帝利比乌斯·塞维鲁，此举立刻引发了动荡，东部帝国、马塞利努斯，以及高卢军事统帅（magister militum per Gallias）埃吉迪乌斯均不承认里西梅尔的傀儡政权。里西梅尔随后通过贿赂等手段削弱了马塞利努斯的实力，迫使他回到达尔马提亚。
随后的几年里，马塞利努斯效忠于东部皇帝利奥，实际上独立统治着达尔马提亚，并继续与里西梅尔敌对。

### 安特米乌斯治下
465年11月，受到各方面压力的里西梅尔毒死了利比乌斯·塞维鲁，与东部帝国和解。经过长达17个月的交涉和谈判，467年，东部皇帝利奥任命前皇帝马尔西安的女婿、东部御前军统帅安特米乌斯为西部皇帝，并且派遣马塞利努斯护送。
安特米乌斯于467年4月正式登位，他非常青睐马塞利努斯，授予他勋贵（patricius）头衔以及全军统帅（magister utriusque militiae）的任命，来削弱里西梅尔的权势。
468年，马塞利努斯已经自西西里驱逐了汪达尔人，并且收回了撒丁岛。同时，东部皇帝利奥组织起了一支庞大的军队，准备兵分三路共同进攻汪达尔王国，收复阿非利加。马塞利努斯被指派为西部帝国军队的总指挥，利奥的妻弟巴西利斯库斯被任命为总指挥，另外埃及督军希拉克略自陆路进攻。
然而，巴西利斯库斯指挥的舰队在邦角海战中大败，这场声势浩大的联合行动以汪达尔人的胜利告终。

### 死亡
468年8月，马塞利努斯在西西里被杀，可能是因为里西梅尔的阴谋。他的侄子尼波斯继承了他对达尔马提亚的统治。
474年，东部皇帝利奥和芝诺将尼波斯任命为西部皇帝。